# Constipação
Constipação (português europeu) ou resfriado (português brasileiro) é uma doença infeciosa viral do trato respiratório superior. Embora afete principalmente o nariz, pode também afetar a garganta, os seios paranasais e a laringe. Os sinais e sintomas começam a manifestar-se menos de dois dias após a exposição ao vírus. Os mais comuns são tosse, garganta inflamada, muco no nariz, dor de cabeça e febre. A pessoa geralmente recupera no prazo de sete a dez dias, embora alguns sintomas possam permanecer até três semanas. Em alguns casos, pessoas com outros problemas de saúde podem desenvolver pneumonia.
A constipação pode ser causada por mais de 200 estirpes de vírus, sendo as de rinovírus as mais comuns. A infeção é transmitida por via aérea em situações de contacto próximo com uma pessoa infetada, ou de forma indireta através de contacto com objetos contaminados e posterior contacto com a boca ou nariz. Entre os fatores de risco estão a frequência de um infantário, insónias e stresse psicológico. Os sintomas são causados pela resposta imunitária do corpo à infeção, e não pela destruição dos tecidos pelos vírus. Embora as pessoas com gripe manifestem sintomas semelhantes aos da constipação, os sintomas são geralmente mais graves. Para além disso, a probabilidade da gripe causar muco no nariz é menor.
Não existe vacina para a constipação. Os principais métodos de prevenção são a lavagem das mãos, evitar tocar nos olhos, boca ou nariz com as mãos por lavar, e manter-se afastado de pessoas doentes. Algumas evidências apoiam o uso de máscaras cirúrgicas. Embora não exista cura, os sintomas podem ser tratados. O zinco pode diminuir a duração e gravidade dos sintomas se começar a ser tomado pouco após o início dos sintomas. Os anti-inflamatórios não esteróides (AINEs) como o ibuprofeno podem ajudar a aliviar a dor. No entanto, não devem ser usados antibióticos e não existem evidências de qualidade que demonstrem a eficácia de antitússicos.
A constipação é a doença infeciosa mais comum em seres humanos. Um adulto contrai em média duas a cinco constipações por ano, enquanto uma criança contrai entre seis e dez. As infeções são mais comuns durante o inverno. As constipações existiram ao longo de toda a História do ser humano.

## Sinais e sintomas
Os sintomas típicos de uma constipação aparecem após dois a três dias de incubação, por vezes menos, e começam habitualmente por desconforto ou dor na faringe, espirros e posteriormente congestão nasal, rinorreia, tosse, calafrios e garganta inflamada, sendo por vezes acompanhada de dores musculares, fadiga, dores de cabeça e perda de apetite. A inflamação da garganta verifica-se em cerca de 40% dos casos e a tosse e dores musculares em cerca de 50%. Em adultos, raramente se observa febre, sendo no entanto um sintoma comum entre as crianças. A tosse é normalmente de fraca intensidade quando comparada com a da gripe. Embora a ocorrência de tosse e febre em adultos seja um indicador da probabilidade de se tratar de uma gripe, é notável o grande nível de semelhança entre ambas as doenças na medida em que o início do síndrome gripal é em tudo sobreponível à constipação e só a evolução e a gravidade da doença os distinguem. Grande parte dos vírus que causam a constipação comum podem também estar na origem de infecções assintomáticas. A cor do muco ou secreções nasais pode variar entre o translúcido e aquoso no início da infeção e com a evolução o muco espessa e torna-se amarelado e mesmo esverdeado o que não é indicador do tipo de agente infeccioso nem de gravidade. Muito frequente nestes pacientes é o aparecimento do herpes labial denotando a ativação de um vírus oportunista presente previamente na região afetada, embora o mecanismo de aparecimento da lesão herpética seja ainda controverso.

### Progressão
O início de uma constipação manifesta-se normalmente através da sensação de fadiga e de frio, espirros e dores de cabeça, sintomas aos quais acresce a congestão nasal e tosse ao fim de um par de dias. Os sintomas manifestam-se também com maior intensidade dois a três dias depois do início da infecção, e tendem a desaparecer ao fim de sete a dez dias, embora alguns possam permanecer até três semanas. Em crianças, a tosse tem uma duração superior a dez dias em cerca de 35 a 40% dos casos, chegando mesmo a permanecer por mais de 25 dias em 10% deles.

## Causas

### Vírus

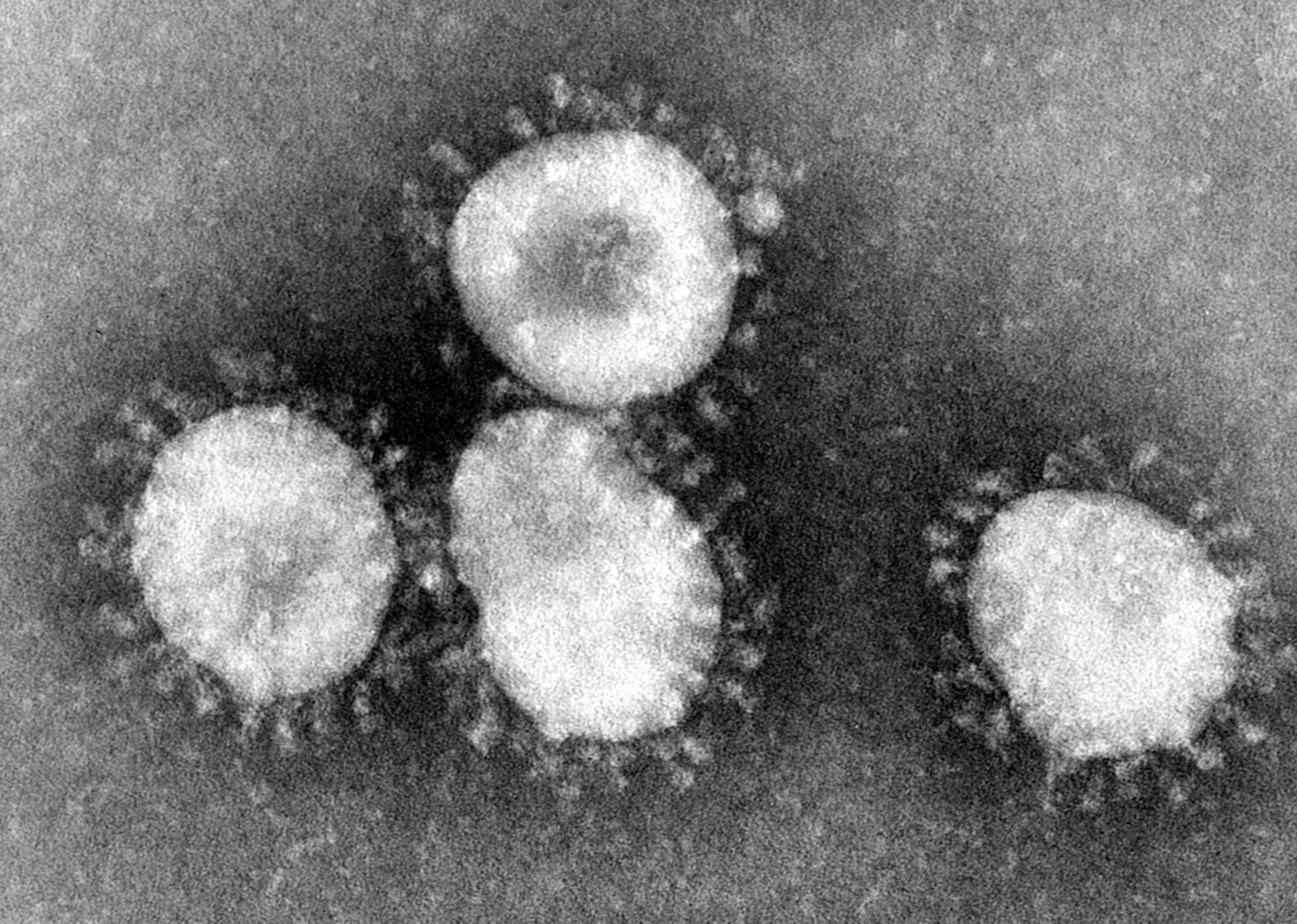
Os Coronavírus são um grupo de vírus conhecido por causar a constipação. Quando visto sob um microscópio eletrónico, a sua aparência lembra uma auréola ou uma coroa.

A constipação é uma infecção viral do trato respiratório superior. O vírus normalmente associado é o rinovírus (30-80%), um tipo de picornavírus com 99 serotipos conhecidos. Entre os outros possíveis agentes infecciosos inclui-se o coronavírus (10-15%), o vírus da gripe (5-15 %), o vírus da parainfluenza humana, o vírus sincicial respiratório humano, adenovírus, enterovírus e metapneumovírus. É comum haver a presença de mais do que um vírus. No total, estão associados à doença mais de 200 diferentes tipos virais.

### Transmissão
O vírus da constipação é normalmente transmitido por via inalatória através das gotículas de Flügge (gotículas expelidas quando uma pessoa fala, tosse ou espirra), do contato direto com secreções nasais infectadas, ou objetos contaminados. Não se conseguiu ainda determinar qual dessas vias tem maior preponderância. O vírus pode sobreviver por longos períodos no meio ambiente e ficar alojado na pele das mãos, que são posteriormente levadas aos olhos ou nariz onde ocorre a infecção. A transmissão é comum em creches e escolas devido à proximidade de muitas crianças com pouca imunidade e, frequentemente, maus hábitos higiénicos. Estas infecções são posteriormente trazidas para dentro de casa, afetando outros membros da família. Não há evidências de que a recirculação de ar durante voos comerciais seja um método de transmissão. No entanto, o facto de haver várias pessoas sentadas próximas umas das outras por um longo período de tempo é em si só um risco de contágio. As constipações causadas por rinovírus são mais infecciosas durante os três primeiros dias de sintomas, sendo muito menos infecciosas posteriorente.

### Condições climáticas
A tradição popular diz que a constipação pode ser contraída pela exposição prolongada ao tempo frio, chuva ou condições de inverno O papel do arrefecimento corporal enquanto fator de risco é controverso. Alguns dos vírus que causam os resfriados são sazonais, ocorrendo mais frequentemente durante o tempo frio ou húmido. Alguns acreditam que isso seja devido principalmente ao aumento do tempo passado em lugares fechados e pelo fato das pessoas estarem mais próximas, especialmente crianças em idade escolar. Pode também estar relacionado com alterações no sistema respiratório que resultem numa maior suscetibilidade à contração de vírus. A baixa humidade pode aumentar as taxas de transmissão viral em resultado do ar seco, que permite que pequenas gotículas virais se dispersem com mais facilidade e permaneçam mais tempo em suspensão.

### Outras
A imunidade de grupo, gerada a partir de exposição anterior ao vírus, desempenha um papel importante na limitação da propagação viral, como pode ser observado em populações mais jovens que têm maiores taxas de infecções respiratórias. O sistema imunológico deficiente também é um fator de risco para a doença. A privação de sono e a malnutrição têm sido associadas a um maior risco de desenvolver a infecção após a exposição ao rinovírus, o que se acredita ser devido aos seus efeitos sobre o sistema imunológico.

## Fisiopatologia

A constipação é uma doença do trato respiratório superior.

Acredita-se que os sintomas da constipação estejam relacionados sobretudo com a resposta imunológica aos vírus. O mecanismo de resposta varia consoante o vírus. Por exemplo, o rinovírus adquire-se geralmente por contacto directo, ligando-se aos receptores ICAM-1 através de mecanismos ainda desconhecidos, o que por sua vez desencadeia a libertação de mediadores inflamatórios. São estes mediadores que estão na origem dos sintomas. O processo inflamatório induzido pelo vírus na mucosa nasal e faríngea leva a uma vasodilatação e compromete o funcionamento do aparelho muco-ciliar originando a rinorreia. Normalmente não se registam danos no tecido epitelial nasal. Por outro lado, o vírus sincicial respiratório (VSR) é transmitido quer através de contacto directo, quer por via aérea. Durante o processo, replica-se no nariz e na garganta antes de, frequentemente, contaminar também o trato respiratório inferior. Ao contrário dos rinovírus, o VSR provoca danos no tecido epitelial. Os vírus parainfluenza provocam normalmente a inflamação da cavidade nasal, da garganta e dos brônquios. Em crianças, quando afecta a traqueia pode estar na origem de sintomas semelhantes aos da laringotraqueobronquite devido à reduzida dimensão das vias respiratórias.

## Diagnóstico
A distinção entre diferentes infecções do trato respiratório superior virais é vagamente baseada na localização dos sintomas. A constipação afeta principalmente o nariz, enquanto a faringite afeta a garganta e a bronquite os pulmões. Pode haver, contudo, uma sobreposição significativa e podem ser afetadas múltiplas áreas. A constipação é normalmente definida como inflamação nasal com diferentes graus de inflamação da garganta. O auto-diagnóstico é frequente. O isolamento do verdadeiro agente viral envolvido raramente é feito e geralmente não é possível identificar o tipo de vírus pelos sintomas.

## Prevenção
As acções físicas são consideradas as únicas formas eficazes de prevenção. Entre estas medidas estão a lavagem frequente das mãos e o uso de máscaras faciais. Em ambiente hospitalar são igualmente eficazes o uso de batas e luvas descartáveis. As medidas de prevenção como a quarentena são ineficazes devido à propagação da doença e ao facto dos sintomas serem pouco específicos. A vacinação é inútil, devido ao grande número de vírus envolvidos e à sua mutação constante, sendo também altamente improvável que alguma vez vá ser desenvolvida uma vacina múltipla.
A lavagem frequente das mãos aparenta ser eficaz na redução do contágio dos vírus da constipação, sobretudo entre crianças. Desconhece-se ainda se o uso de produtos antivirais ou antibióticos durante a lavagem das mãos oferece algum benefício adicional. O uso de máscaras entre grupos de infectados pode oferecer alguma protecção; no entanto não há ainda dados que demonstrem a eficácia de manter uma maior distância interpessoal. Os suplementos de zinco podem ser eficazes na diminuição do número de infecções. A ingestão de doses suplementares de vitamina C não reduz nem o risco nem a gravidade das constipações, podendo, no entanto, reduzir a sua duração.

## Tratamento

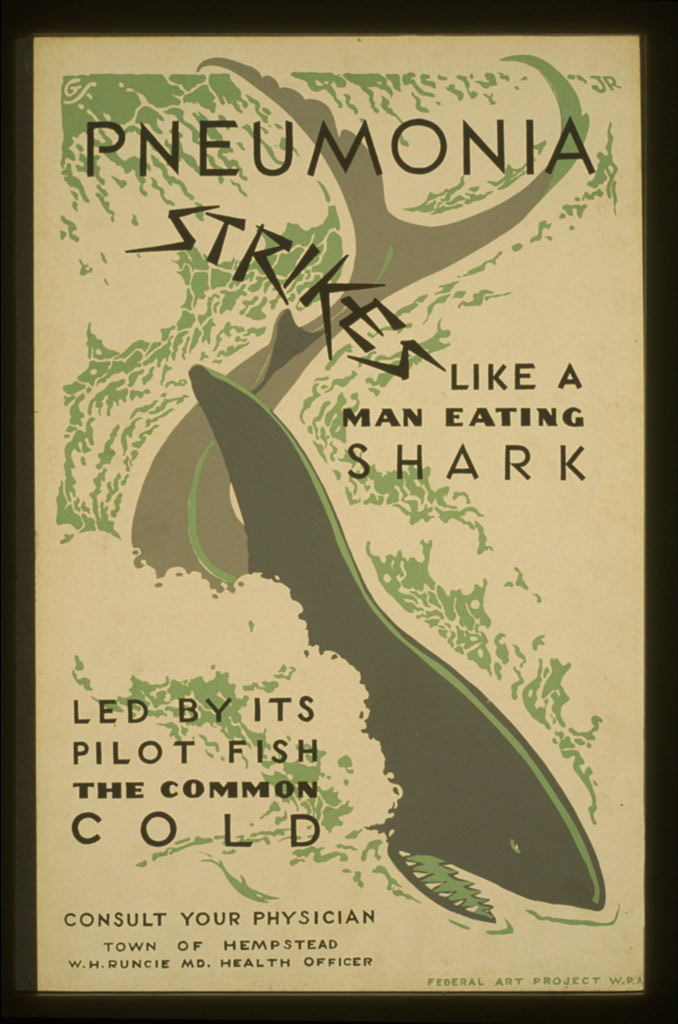
Cartaz de incentivo à população para consultar um médico no tratamento da constipação

Não existem fármacos ou medicamentos à base de plantas que tenham mostrado de forma conclusiva ser eficazes na redução da duração da infecção. As medidas de alívio sugeridas determinam a permanência em repouso, a ingestão de líquidos para manter o nível de hidratação, e o gargarejo com água salgada tépida. No entanto, grande parte dos benefícios do tratamento são atribuídos ao efeito placebo.

### Sintomas
Entre os tratamentos que aliviam os sintomas contam-se os simples analgésico e antipiréticos como o ibuprofeno e o paracetamol. Não há conclusões que afirmem que o uso de antitússicos seja mais eficaz do que simples analgésicos, além de não ser recomendado o seu uso por crianças devido à falta de evidências que demonstrem a sua eficácia, e ao seu potencial para efeitos nocivos secundários. Em 2009, o Canadá proibiu a venda de antitússicos e medicação para as constipações destinados a crianças com idades inferiores a seis anos, devido à preocupação com os riscos e falta de demonstração de eventuais benefícios. O uso incorrecto de dextrometorfano, outro fármaco de venda livre, levou à sua proibição numa série de países.
Em adultos, os sintomas de congestão nasal podem ser aliviados com anti-histamínicos de primeira geração que, no entanto, estão associados a uma série de efeitos secundários como sonolência. Outros descongestionantes nasais, como a pseudoefedrina, demonstram também ser eficazes em adultos. Sprays nasais à base de ipratrópio reduzem os sintomas de congestão nasal, mas são pouco eficazes na desobstrução das vias respiratórias. No entanto, os anti-histamínicos de segunda geração não parecem ter qualquer eficácia.
Devido à falta de estudos, desconhece-se ainda se a ingestão de líquidos tem qualquer acção no alívio dos sintomas ou se diminui a dificuldade respiratória, assim como não há ainda dados que permitam tirar conclusões sobre o uso de ar humidificado aquecido. Um estudo concluiu que as soluções para inalação por nebulização são eficazes no alívio da tosse nocturna, congestão e dificuldade em adormecer.

### Antibióticos e antivirais
Os antibióticos não têm qualquer eficácia contra infecções virais, não exercendo assim qualquer acção contra os vírus que estão na origem da constipação. Devido à incidência de efeitos secundários podem até prejudicar o paciente, mas mesmo assim são frequentemente receitados. Entre as razões que podem explicar a vulgaridade da prescrição de antibióticos podem ser apontadas a expectativa que o paciente tem sobre essa prescrição, a vontade do médico de fazer qualquer coisa e a dificuldade em excluir eventuais complicações que podem ser tratadas com antibióticos. Não existe também qualquer medicamento antiviral para a constipação, embora investigações preliminares tenham demonstrado alguns benefícios desta classe de fármacos.

### Tratamentos alternativos
Embora existam imensos tratamentos ditos alternativos para a cura da constipação, não há provas científicas que demonstrem a eficácia de maior parte deles. Não há ainda conclusões favoráveis ou contrárias à ingestão de mel ou à prática de instilação nasal de soro fisiológico porém as inalações de vapor de água são muito úteis. Algumas investigações sugerem que o zinco, se ingerido no prazo de 24 horas depois do aparecimento de sintomas, reduz a duração e severidade da constipação em indivíduos saudáveis. Devido a disparidades entre vários estudos, continua a ser necessária uma investigação mais aprofundada de modo a determinar como e quando é que o zinco pode ser eficaz. A acção da vitamina C na constipação, embora amplamente estudado, é desapontante, excepto em circunstâncias muito particulares, nomeadamente em indivíduos que pratiquem exercício vigoroso em ambientes frios. Os dados sobre a eficácia da Echinacea não são coerentes, havendo variações significativas de eficácia consoante o tipo de suplementos. Desconhece-se se o alho apresenta qualquer eficácia.

## Prognóstico
A constipação é normalmente uma doença com pouca gravidade e a maior parte dos sintomas desaparece ao fim de uma semana. As complicações mais graves ocorrem normalmente em idosos, em crianças bastante novas ou em indivíduos com imunodeficiência. Pode haver ocorrência de infecções bacterianas secundárias que resultem em sinusite, faringite ou otite. Estima-se que ocorram sinusites em 8% dos casos e otites em 30% dos casos.

## Epidemiologia
A constipação é a doença mais comum entre seres humanos, podendo afetar qualquer pessoa em qualquer parte do mundo. Os adultos sofrem normalmente duas a cinco infecções por ano e as crianças podem chegar a ter entre seis a dez constipações anualmente, ou mesmo doze se estiverem em idade escolar. A percentagem de infecções é igualmente maior nos mais idosos devido ao enfraquecimento do sistema imunitário.

## História
Embora as causas da constipação só tenham sido identificadas na década de 1950, há registos da doença desde a Antiguidade. Os sintomas e formas de tratamento são já descritos no Papiro de Ebers, o mais antigo texto clínico que se conhece, escrito durante o século XVI a.C.
Em 1946, foi criada na Grã-Bretanha a Common Cold Research Unit, uma unidade especializada na investigação das causas da constipação, onde se viria a descobrir em 1956 o rinovírus.  Durante a década de 1970, o laboratório veio a demonstrar que o tratamento à base de interferona durante a fase de incubação do rinovírus protegia, em parte, o corpo contra a doença, embora não se chegasse a desenvolver qualquer tratamento prático da doença. O centro foi encerrado em 1989, dois anos depois de ter completado a investigação com gluconato de zinco na profilaxia e tratamento das constipações rinovirais, naquele que foi o único tratamento descoberto durante a sua existência.

## Impacto económico
O impacto económico da constipação ainda está por estudar a nível mundial. Nos Estados Unidos, tanto o diagnóstico como o auto-diagnóstico de constipação estão na origem de 75 a 100 milhões de consultas médicas por ano, e as estimativas mais conservadoras apontam para um custo anual de 7,7 mil milhões de dólares. A população norte-americana gasta 2,9 mil milhões de dólares em medicamentos de venda livre, aos quais acrescem mais 400 milhões em medicamentos sujeitos a receita médica para alívio dos sintomas. Foi prescrito o uso de antibióticos a mais de um terço das pessoas que consultaram um médico, o que tem graves implicações para a resistência antibiótica. Estima-se que anualmente sejam perdidos entre 22 e 189 milhões de dias de aulas devido à constipação, e que como consequência, os pais tenham perdido 126 milhões de dias de trabalho de modo a poder ficar em casa para cuidar dos filhos. Quando a isso se juntam os 150 milhões de dias de trabalho perdidos por parte dos trabalhadores que são vítimas da doença anualmente, o impacto económico total excede os 20 mil milhões de dólares anuais. Só a constipação é responsável por 40% do tempo de trabalho perdido nos Estados Unidos.

## Investigação
Tem sido ensaiada a eficácia de uma série de antivirais na constipação. No entanto, até 2009 não foi encontrado nenhum que fosse eficaz e licenciado para administração.Estão ainda a decorrer ensaios com o fármaco antiviral pleconaril, que aparenta alguma eficácia contra os rinovírus humanos, família picornaviridae. Porém os seus efeitos colaterais fizeram com que a FDA recusasse o seu registo em agosto de 2002 pois provoca irregularidades menstruais e gravidez em mulheres sob anticoncepcionais. Está a ser estudado na forma de aerossol desde 2007. O estudo dos vírus tem avançado rapidamente e num futuro próximo muito será descoberto. Um grupo de investigadores da Universidade de Maryland e da Universidade do Wisconsin-Madison elaborou um mapa genético para todas as estirpes virais conhecidas que estão na origem da constipação.
Um recente estudo da Universidade Edinburgh Napier, na Escócia, demostrou que um tratamento com base em peptídeos antimicrobianos (bio moléculas presentes naturalmente no sistema imunológico de seres humanos e animais). No estudo, os peptídeos atacaram o vírus (rinovírus) com sucesso. No entanto, são necessários mais estudos e com melhores índices qualitativos.